# Puchar EHF piłkarzy ręcznych 2017/2018 – faza pucharowa

## Format
Prawo gry w ćwierćfinałach zagwarantowało sobie 6 najlepszych zespołów ze wszystkich grup oprócz gospodarza turnieju finałowego SC Magdeburg. Zwycięzcy dwumeczów dołączą do gospodarza Turnieju Finałowego.

## Zakwalifikowane zespoły
| Grupa A | Grupa B                    | Grupa C               | Grupa D                  |
| ------- | -------------------------- | --------------------- | ------------------------ |
|         | Füchse Berlin              | Frisch Auf! Göppingen | BM Granollers            |
|         | Saint-Raphaël Var Handball | RK Nexe Našice        | Chambéry Savoie Handball |

## Losowanie
Przed losowaniem EHF dokonało podziału na koszyki:
| Koszyk 1                                          | Koszyk 2                                                           |
| ------------------------------------------------- | ------------------------------------------------------------------ |
| Füchse Berlin Frisch Auf! Göppingen BM Granollers | Saint-Raphaël Var Handball RK Nexe Našice Chambéry Savoie Handball |

Losowanie par odbyło się 3 kwietnia 2018 r. o godz. 11:00.

## 1/8 finału

### Wyniki
| Drużyna 1                            | Wynik dwumeczu | Drużyna 2             | Pierwszy mecz | Drugi mecz |
| ------------------------------------ | -------------- | --------------------- | ------------- | ---------- |
| Saint-Raphaël Var Handball           | 67:63          | BM Granollers         | 27:23         | 30:40      |
| RK Nexe Našice                       | 44:45          | Füchse Berlin         | 28:20         | 16:25      |
| Chambéry Savoie Handball             | 54:61          | Frisch Auf! Göppingen | 27:30         | 27:31      |
| Po lewej gospodarz pierwszego meczu. |                |                       |               |            |

| 21 kwietnia 201819:00 | RK Nexe Našice            | 28:20(12:9) | Füchse Berlin                  | gospodarz Widzów: 2000 Sędzia: Péter Horváth Balázs Marton |
| 21 kwietnia 201819:00 | Saša-Lela Barišić-Jaman 8 | 28:20(12:9) | 5 Fabian Wiede Hans Lindberg 5 | gospodarz Widzów: 2000 Sędzia: Péter Horváth Balázs Marton |
| 21 kwietnia 201819:00 | 7× · 3×                   | 28:20(12:9) | 4× · 3×                        | gospodarz Widzów: 2000 Sędzia: Péter Horváth Balázs Marton |

| 21 kwietnia 201820:45 | Saint-Raphaël Var Handball            | 37:23(17:10) | BM Granollers              | gospodarz Widzów: 1462 Sędzia: Robert Schulze Tobias Tönnies |
| 21 kwietnia 201820:45 | Raphaël Caucheteux 7 Adrien Dipanda 7 | 37:23(17:10) | 7 Alejandro Márquez Coloma | gospodarz Widzów: 1462 Sędzia: Robert Schulze Tobias Tönnies |
| 21 kwietnia 201820:45 | 5× · 3×                               | 37:23(17:10) | 2× · 2×                    | gospodarz Widzów: 1462 Sędzia: Robert Schulze Tobias Tönnies |

| 22 kwietnia 201817:00 | Chambéry Savoie Handball         | 27:30(11:19) | Frisch Auf! Göppingen               | gospodarz Widzów: 2647 Sędzia: Duarte Santos Ricardo Fonseca |
| 22 kwietnia 201817:00 | Quentin Minel 6 Fahrudin Melić 6 | 27:30(11:19) | 6 Daniel Fontaine 6 Marcel Schiller | gospodarz Widzów: 2647 Sędzia: Duarte Santos Ricardo Fonseca |
| 22 kwietnia 201817:00 | 4× · 3×                          | 27:30(11:19) | 2× · 1×                             | gospodarz Widzów: 2647 Sędzia: Duarte Santos Ricardo Fonseca |

| 28 kwietnia 201819:00 | Füchse Berlin  | 25:16(14:9) | RK Nexe Našice | gospodarz Widzów: 5000 Sędzia: Jesper Kirkholm Madsen Henrik Mortensen |
| 28 kwietnia 201819:00 | Fabian Wiede 9 | 25:16(14:9) | 7 Vedran Zrnić | gospodarz Widzów: 5000 Sędzia: Jesper Kirkholm Madsen Henrik Mortensen |
| 28 kwietnia 201819:00 | 3× · 4×        | 25:16(14:9) | 7× · 4× · 1×   | gospodarz Widzów: 5000 Sędzia: Jesper Kirkholm Madsen Henrik Mortensen |

| 29 kwietnia 201817:30 | Frisch Auf! Göppingen               | 31:27(18:13) | Chambéry Savoie Handball | gospodarz Widzów: 2900 Sędzia: Evgeny Zotin Nikolay Volodkov |
| 29 kwietnia 201817:30 | Daniel Fontaine 5 Marcel Schiller 5 | 31:27(18:13) | 7 Quentin Minel          | gospodarz Widzów: 2900 Sędzia: Evgeny Zotin Nikolay Volodkov |
| 29 kwietnia 201817:30 | 2× · 3×                             | 31:27(18:13) | 3× · 3× · 2×             | gospodarz Widzów: 2900 Sędzia: Evgeny Zotin Nikolay Volodkov |

| 29 kwietnia 201820:00 | BM Granollers        | 40:30(16:15) | Saint-Raphaël Var Handball | gospodarz Widzów: 1800 Sędzia: Taras Kouz Viktor Zhoba |
| 29 kwietnia 201820:00 | David Resina Forns 9 | 40:30(16:15) | 7 Arciom Karalok           | gospodarz Widzów: 1800 Sędzia: Taras Kouz Viktor Zhoba |
| 29 kwietnia 201820:00 | 2× · 3×              | 40:30(16:15) | 7× · 2× · 1×               | gospodarz Widzów: 1800 Sędzia: Taras Kouz Viktor Zhoba |